# قراقرم

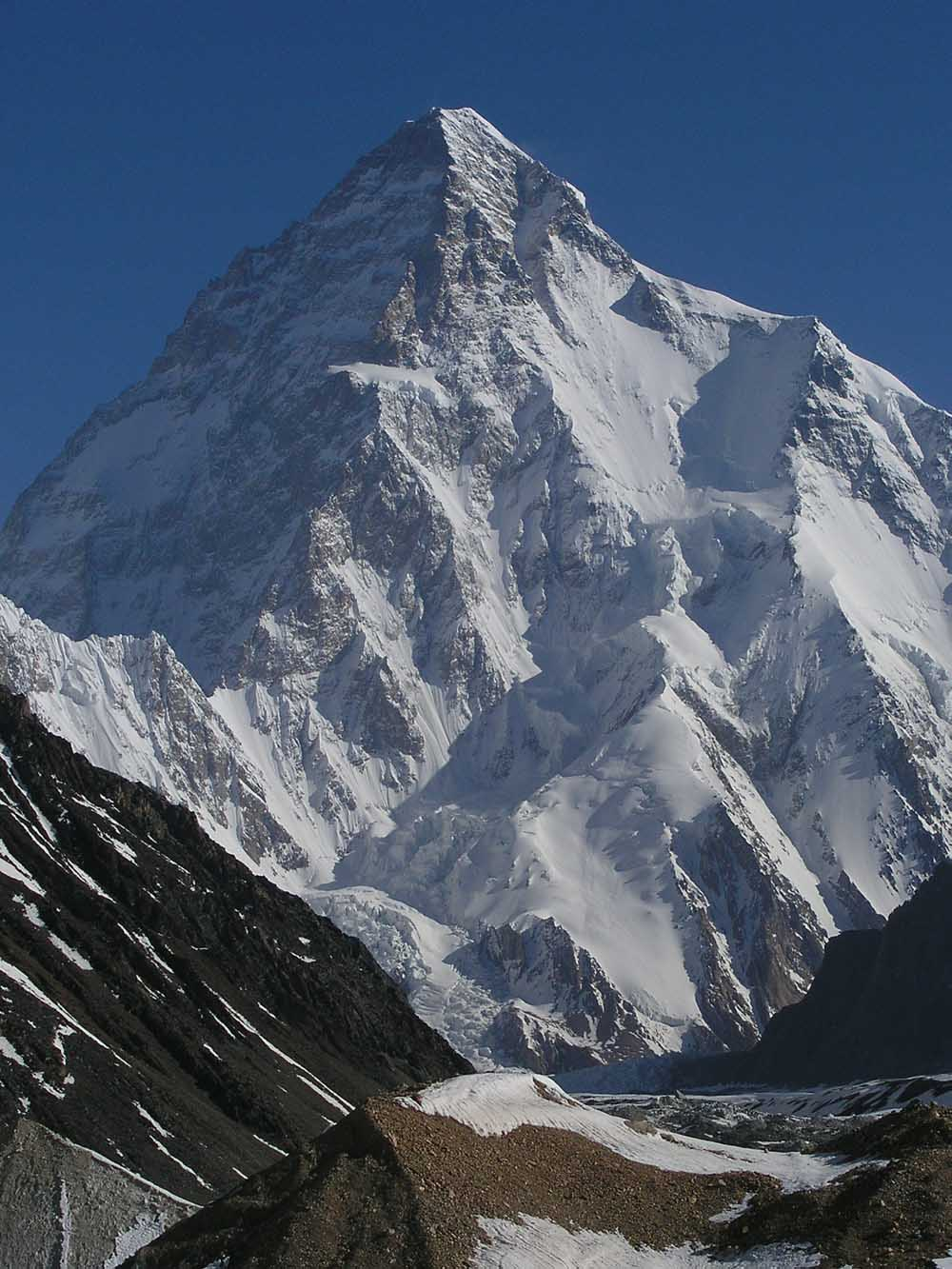
قمة كي 2 إحدى أعلى قمم الهمالايا في سلسلة جبال كاراكورام وأشدها وعورة

سلسلة جبال قَراقُرم هي إحدى سلاسل الهملايا الجبلية تقع في المناطق الشمالية لباكستان التي تسمى كلكت بلتستان قرب الحدود مع الهند والصين وتمتد لمسافة 500 كم تقريبا. تضم العديد من قمم الهمالايا المرتفعة كقمة كي 2 (8,611 م) وقمة موستاج (7,273 م) وغاشابروم الأولى (8,068 م) وجبل كيلاش (6,714 م) والذي يقع في التيبت. ويطلق عليه سكان التيبت، كانج ريمبوتس؛ جبل الجليد الثمين. وهذا الجبل مقدس عند الهندوس والبوذيين، ويزعم أنه يحتوي على عروش آلهتهم. ويتسلق الزوار من جميع أنحاء آسيا وآسيا الوسطى والهند هذا الجبل، على الأقدام. وتأخذهم الرحلة في الأدغال المدارية، إلى المرتفعات المتجمدة. وتقع أسفل قمة الجبل بحيرة ماناساروار المقدسة عند الهندوس.